# Nguyễn Thiệu Trị
Nguyễn Thiệu Tri (1442 - 1522) là Hộ bộ thượng thư thời Lê sơ, đỗ tiến sĩ vào năm 1478. Theo Lịch triều hiến chương loại chí, ông phẫn uất và qua đời vì con ông theo nhà Mạc.

## Thân thế
Nguyễn Thiệu Tri là người làng Xuân Lôi, huyện Lập Thạch, phủ Tam Đái (nay thuộc tỉnh Vĩnh Phúc hoặc Sơn Tây, Việt Nam).

## Sự nghiệp
Ông đậu đồng tiến sĩ khoa Mậu Tuất niên hiệu Hồng Đức năm 1478. Nguyễn Thiệu Trị làm quan đến chức thượng thư bộ Hộ, sau về hưu và thọ 92 tuổi. Ông chết do phẫn uất vì con cả của mình là Liên Đàm bá Nguyễn Tông (hay Nguyễn Tông Nguyên) theo nhà Mạc.
Cháu gái của ông Nguyễn Thị Ngọc Lãng con Liên Đàm bá Nguyễn Tông là Thứ phi của Mạc Đăng Dung.

## Vinh danh và thờ phụng
Đến thời Lê trung hưng ông được khen ngợi là có tiết nghĩa và được truy phong phúc thần hạng trên.